# Orangia maituatensis
Orangia maituatensis é uma espécie de gastrópode da família Charopidae.
É endémica de Polinésia Francesa.